# 清澄白河站
清澄白河站（日语：／ Kiyosumi-shirakawa eki */?）是位於日本東京都江東區白河，屬於東京都交通局（都營地下鐵）和東京地下鐵的鐵路車站。本站為轉乘站，都營地下鐵的大江戶線與東京地下鐵的半藏門線皆在本站停靠。大江戶線的車站編號是E 14，半藏門線的車站編號則是Z 11。

## 歷史
- 2000年（平成12年）12月12日：大江戶線清澄白河站開業[1]。
  - 命名是以本站附近的兩個地區「清澄」和「白河」合併而成。計畫時則以「清澄」為暫定站名。
- 2003年（平成15年）3月19日：帝都高速度交通營團（營團地下鐵）半藏門線清澄白河站開業、成為轉乘站[2]。
- 2004年（平成16年）4月1日：營團地下鐵民營化，本站由東京地下鐵接手經營。
- 2011年（平成23年）4月23日：都營地下鐵大江戶線啟用月台門[3]。

## 構造

### 東京都交通局
大江戶線的清澄白河站是採用2面3線島式月台的地下車站。中央線路是折返用線，兩側則為月台。由於本站設有通往大江戶線車輛基地木場車輛檢修場的線路，故大江戶線有班次以本站為起訖點，並且是乘務員執行換班的地點。
月台牆壁展示了利用20世紀高度經濟成長期江東區生產的廢棄工業製品之再生品，主題命名為「20世紀文明的化石」。4號線左起為宇宙大爆炸開始的宇宙、銀河系、太陽系、日本列島誕生、，接著是東京、江東地區、地下鐵等，表現都市的再生。1號線左起為東京街道、公共交通、汽車、工業、金融、電腦、愛，表現未來的展望。本站的月台自2011年4月23日起啟用月台門。

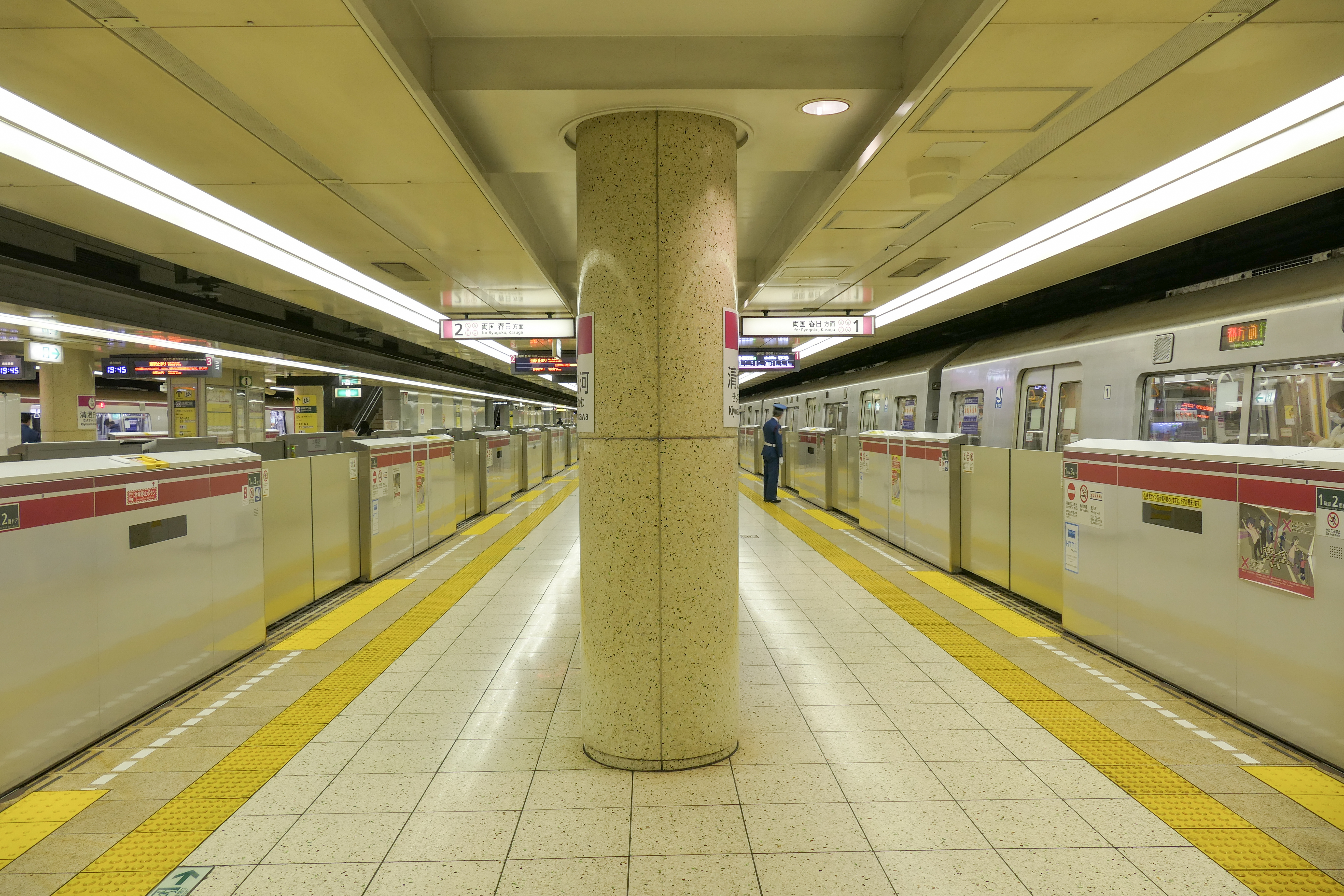
1號與2號月台(2022年12月)

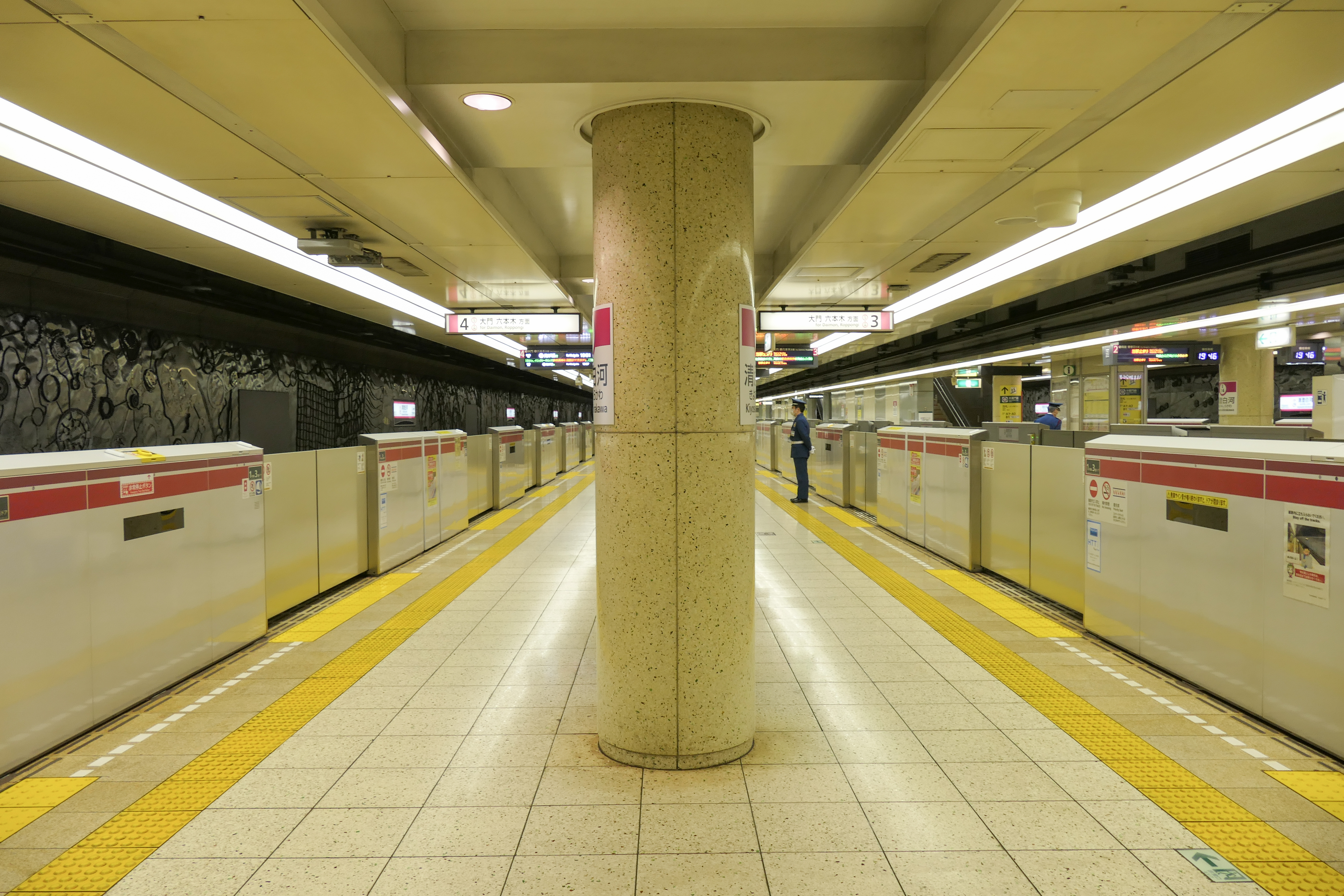
3號與4號月台(2022年12月)

#### 月台配置
| 月台 | 路線     | 目的地                     | 備註                                    |
| ---- | -------- | -------------------------- | --------------------------------------- |
| 1    | 大江戶線 | 兩國、上野御徒町、春日方向 | 一般使用本月台                          |
| 2    | 大江戶線 | 兩國、上野御徒町、春日方向 | 部分始發班次在此發車，與3號月台共用軌道 |
| 3    | 大江戶線 | 門前仲町、大門、六本木方向 | 此站始發班次在此發車，與2號月台共用軌道 |
| 4    | 大江戶線 | 門前仲町、大門、六本木方向 | 一般使用本月台                          |

（來源：都營地下鐵:車站構內圖 （页面存档备份，存于））
- 大江戶線往都廳前與往光丘班次，在多數車站的列車資訊顯示器上顯示為「○○方向（行經）」，但本站不使用此顯示方式。
- 2、3號線月台設有進站顯示器，內容顯示「請注意反方向電車」。
- 本站是大江戶線環狀區間唯一有都廳前 - 光丘路線圖的車站（設於1、2號線月台）。

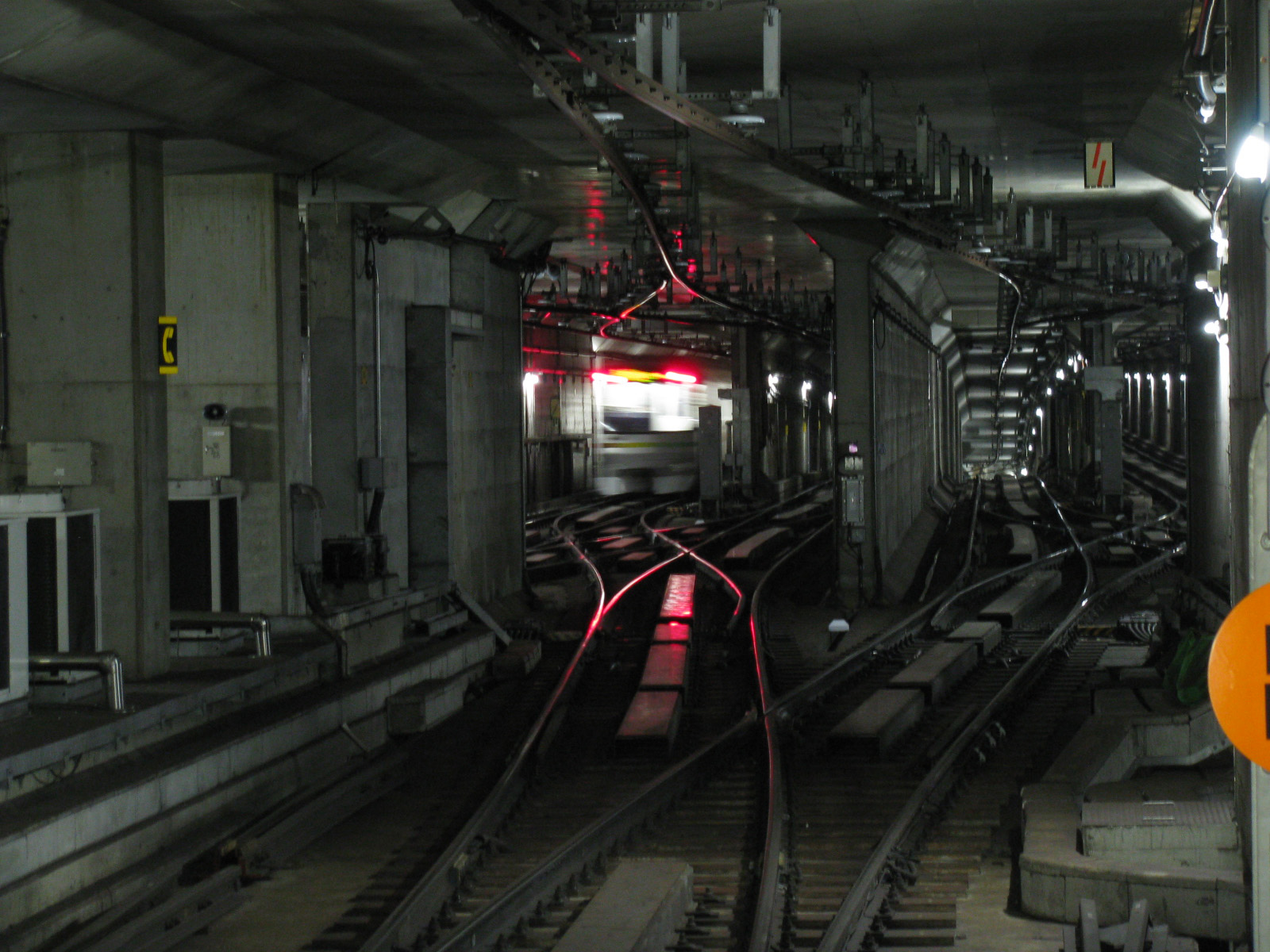
門前仲町方向的隧道，中央兩線通往車輛基地（2008年2月）

### 東京地下鐵
半藏門線的月台採島式月台1面2線設計。往住吉方向設有折返用側線，也可作為收容A線（押上方向）、B線（澀谷方向）車輛的留置線，主要是在繁忙時間讓列車折返回澀谷方向。水天宮前側採用明挖回填式工法，其他則採用潛盾工法。

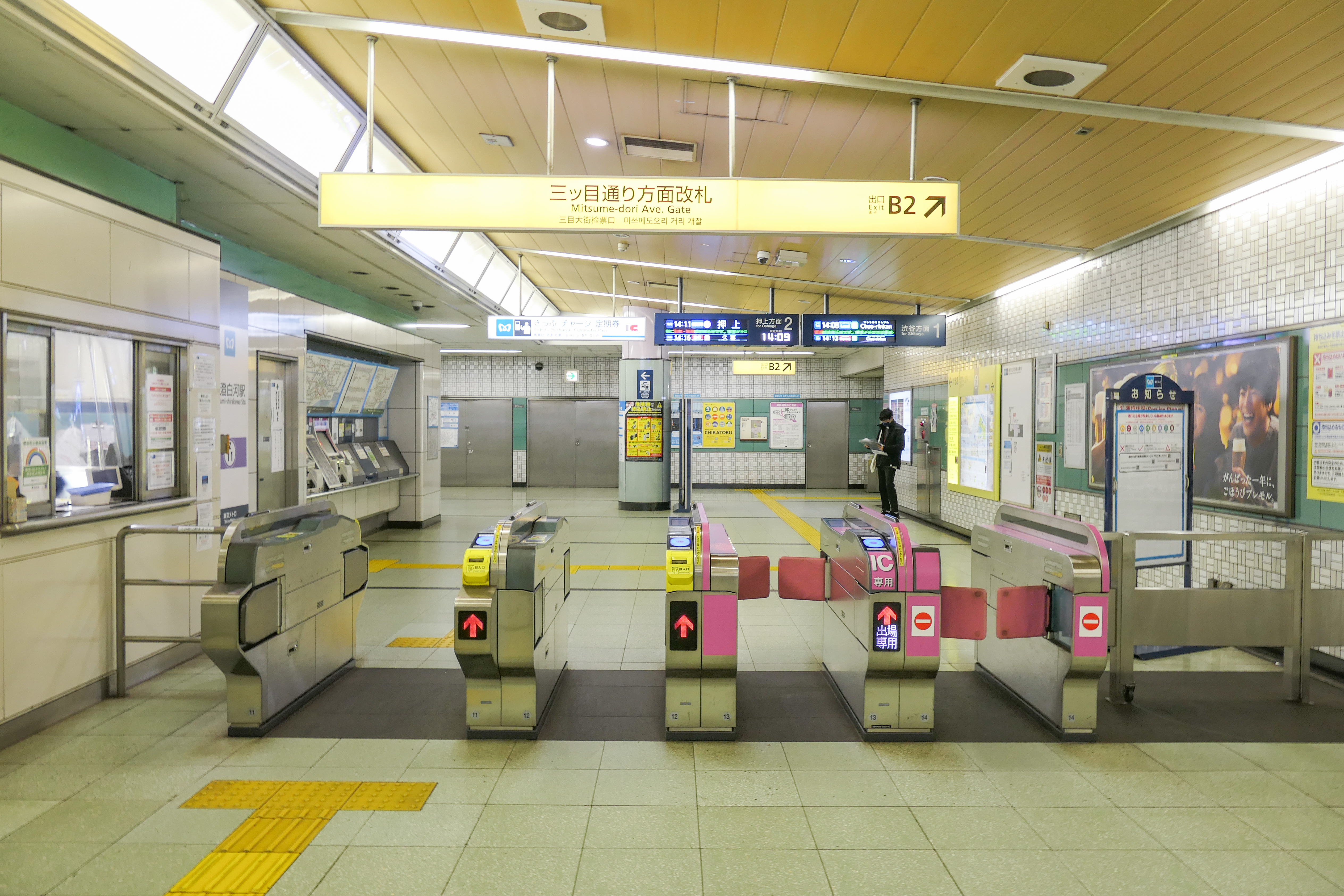
往三目通方向的驗票閘口(2022年12月)

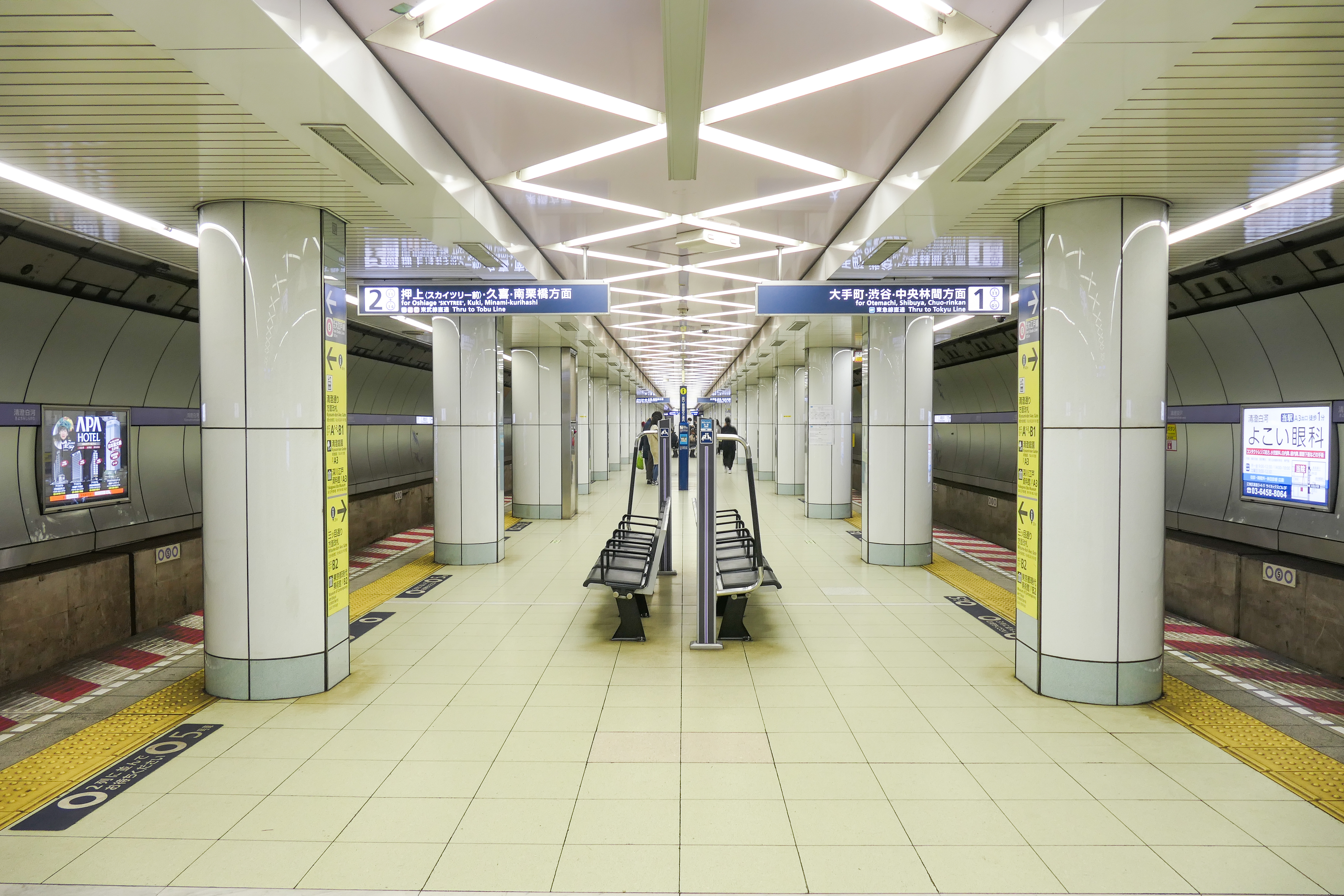
往1號與2號月台(2022年12月)

#### 月台配置
| 目台 | 路線     | 目的地                                     |
| ---- | -------- | ------------------------------------------ |
| 1    | 半藏門線 | 大手町、澀谷、中央林間方向                 |
| 2    | 半藏門線 | 押上〈晴空塔前〉、北千住、久喜、南栗橋方向 |

（來源：東京地下鐵:構內圖 （页面存档备份，存于））

## 利用狀況
- 都營地下鐵 - 2017年度一日平均上下車人次為41,892人（上車人次20,724人，下車人次21,168人）[6]。
- 東京地下鐵 - 2017年度一日平均上下車人次為55,225人[7]。通車前的預估是26,000人，但在2005年度就已超越。

### 各年度1日平均上下車人次
近年1日平均上下車人次推移如下表。
| 年度               | 都營地下鐵         | 都營地下鐵 | 營團 / 東京地下鐵  | 營團 / 東京地下鐵 |
| 年度               | 1日平均 上下車人次 | 增長率     | 1日平均 上下車人次 | 增長率            |
| ------------------ | ------------------ | ---------- | ------------------ | ----------------- |
| 2003年（平成15年） | 18,690             |            | 19,657             |                   |
| 2004年（平成16年） | 20,795             | 11.3%      | 24,904             | 26.7%             |
| 2005年（平成17年） | 22,861             | 9.9%       | 29,211             | 17.3%             |
| 2006年（平成18年） | 25,594             | 12.0%      | 33,979             | 16.3%             |
| 2007年（平成19年） | 28,972             | 13.2%      | 37,692             | 10.9%             |
| 2008年（平成20年） | 30,650             | 5.8%       | 39,540             | 4.9%              |
| 2009年（平成21年） | 30,871             | 0.7%       | 40,297             | 1.9%              |
| 2010年（平成22年） | 31,592             | 2.3%       | 41,764             | 3.6%              |
| 2011年（平成23年） | 31,222             | −1.2%      | 41,938             | 0.4%              |
| 2012年（平成24年） | 33,595             | 7.6%       | 45,263             | 7.9%              |
| 2013年（平成25年） | 35,208             | 4.8%       | 47,192             | 4.3%              |
| 2014年（平成26年） | 37,054             | 5.2%       | 49,190             | 4.2%              |
| 2015年（平成27年） | 39,825             | 7.5%       | 52,793             | 7.3%              |
| 2016年（平成28年） | 41,032             | 3.0%       | 54,201             | 2.7%              |
| 2017年（平成29年） | 41,892             | 2.1%       | 55,225             | 1.9%              |

### 各年度1日平均上車人次
開業以後1日平均上車人次推移如下表。
| 年度               | 都營地下鐵 | 營團 / 東京地下鐵 | 來源              |
| ------------------ | ---------- | ----------------- | ----------------- |
| 2000年（平成12年） | 4,736      | 未開業            | [ 東京都統計 1 ]  |
| 2001年（平成13年） | 5,677      | 未開業            | [ 東京都統計 2 ]  |
| 2002年（平成14年） | 6,490      | 7,615             | [ 東京都統計 3 ]  |
| 2003年（平成15年） | 9,268      | 9,929             | [ 東京都統計 4 ]  |
| 2004年（平成16年） | 10,438     | 12,584            | [ 東京都統計 5 ]  |
| 2005年（平成17年） | 11,537     | 14,792            | [ 東京都統計 6 ]  |
| 2006年（平成18年） | 12,942     | 16,984            | [ 東京都統計 7 ]  |
| 2007年（平成19年） | 14,468     | 19,265            | [ 東京都統計 8 ]  |
| 2008年（平成20年） | 15,159     | 20,099            | [ 東京都統計 9 ]  |
| 2009年（平成21年） | 15,188     | 20,403            | [ 東京都統計 10 ] |
| 2010年（平成22年） | 15,562     | 21,142            | [ 東京都統計 11 ] |
| 2011年（平成23年） | 15,413     | 21,216            | [ 東京都統計 12 ] |
| 2012年（平成24年） | 16,603     | 22,721            | [ 東京都統計 13 ] |
| 2013年（平成25年） | 17,430     | 23,712            | [ 東京都統計 14 ] |
| 2014年（平成26年） | 18,350     | 24,726            | [ 東京都統計 15 ] |
| 2015年（平成27年） | 19,707     | 26,544            | [ 東京都統計 16 ] |
| 2016年（平成28年） | 20,290     | 27,252            | [ 東京都統計 17 ] |
| 2017年（平成29年） | 20,724     |                   |                   |

備註
1. ↑  2000年12月12日開業。開業日起至翌年3月31日合計110日間資料。
2. ↑  2003年3月19日開業。開業日から同年3月31日までの計13日間を集計したデータ。

## 周邊

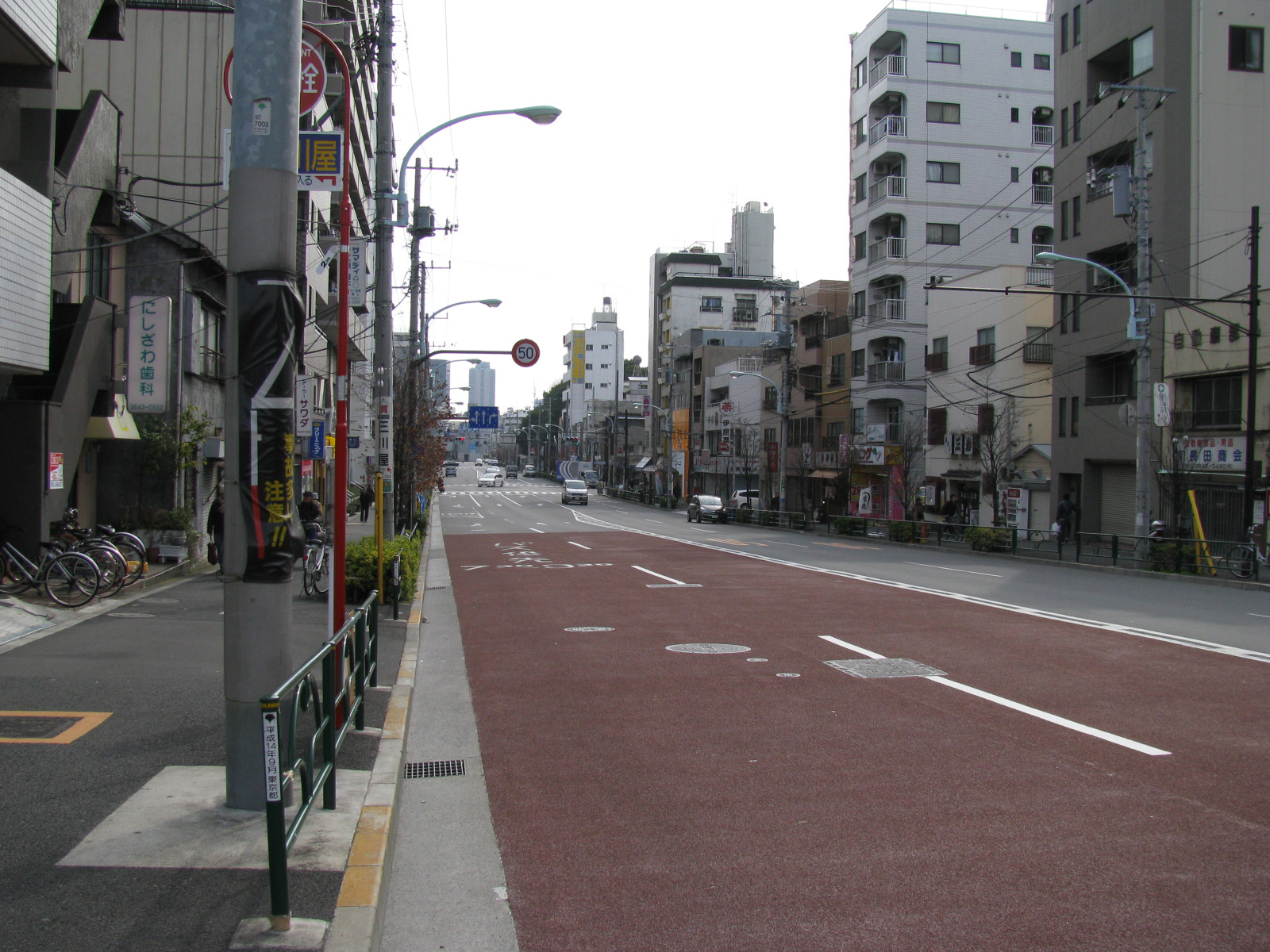
清澄白河站上的清澄通往門前仲町方向。

本站位於清洲橋通與清澄通交會的清澄三丁目交差點地下。周邊是清澄、白河、三好、平野、深川等町。
清洲橋通與清澄通沿線公寓與商店林立。2000年代以後從EAST COMMONS清澄白河開始，周邊陸續興建起高層公寓。
另外，附近有大江戶線乘務員基地「清澄乘務管理所」。
括號內為最近的入口編號。
- 清澄庭園（東京都指定名勝（日语：東京都指定文化財一覧））(A3)
- 江東區立深川圖書館 (A3)
- 靈嚴寺（日语：霊巌寺 (江東区)） (A3)
- 深川江戶資料館（日语：深川江戸資料館） (A3)
  - 江東區役所（日语：江東区役所）白河出張所
- 東京都現代美術館（A3：大江戶線 B2：半藏門線）
- 木場公園（日语：木場公園）（地下是大江戶線的木場車輛檢修場） （A3：大江戶線 B2：半藏門線）
- 江東區深川老人中心、江東區平野兒童館 (A3)
- 野良黑之路（日语：のらくろ） (A2)（舊夜店通，或稱「Fami Road」）
- 江東區森下文化中心 (A2)
  - 田河水泡野狗二等兵館（日语：田河水泡）
- 芭蕉稻荷 (A1)
- 江東白河郵便局 (B2)
- 東京清澄白河Comfort Hotel（日语：コンフォートホテル） (B1)

### 巴士路線
最接近本站的巴士站是清澄通及清洲橋通的「清澄白河站前」停留所和的「清澄庭園前」停留所。以下巴士路線均由東京都交通局（都營巴士）營運：
「清澄白河站前」
- 門33系統：經森下站、都營兩國站、東京晴空塔站入口往龜戶站／經門前仲町、月島站、勝鬨站往豐海水產埠頭
- 秋26系統：經濱町中之橋、水天宮前、小傳馬町、神田站往秋葉原站（假日不經神田站）／經扇橋一丁目、境川、東砂六丁目、宇喜田（日语：宇喜田町）往葛西站

清澄庭園前
- 門33系統：經森下站、都營兩國站、東京晴空塔站入口往龜戶站前／經門前仲町、月島站、勝鬨站往豐海水產埠頭
- 急行06系統：往森下站／經門前仲町、豐洲站、調色板城往日本科學未來館

## 相鄰車站
都營地下鐵
 大江戶線
森下（E 13）－清澄白河（E 14）－門前仲町（E 15）
 東京地下鐵
 半藏門線
水天宮前（Z 10）－清澄白河（Z 11）－住吉（Z 12）

### 來源
地下鐵1日平均使用人數
地下鐵統計資料
1. ↑  .   [2017-07-20]. （原始内容存档于2017-07-31）.
2. ↑  .   [2019-01-11]. （原始内容存档于2016-04-01）.

東京都統計年鑑
1. ↑  .   [2017-05-05]. （原始内容存档于2016-03-04）.
2. ↑  .   [2017-05-05]. （原始内容存档于2016-03-04）.
3. ↑  .   [2017-05-05]. （原始内容存档于2017-07-29）.
4. ↑  .   [2017-05-05]. （原始内容存档于2017-07-29）.
5. ↑  .   [2017-05-05]. （原始内容存档于2017-07-29）.
6. ↑  .   [2017-05-05]. （原始内容存档于2017-07-29）.
7. ↑  .   [2017-05-05]. （原始内容存档于2017-07-29）.
8. ↑  .   [2017-05-05]. （原始内容存档于2017-07-29）.
9. ↑  .   [2017-05-05]. （原始内容存档于2017-07-29）.
10. ↑  .   [2017-05-05]. （原始内容存档于2016-03-26）.
11. ↑  .   [2017-05-05]. （原始内容存档于2016-03-27）.
12. ↑  .   [2017-05-05]. （原始内容存档于2016-03-25）.
13. ↑  .   [2019-01-11]. （原始内容存档于2016-03-27）.
14. ↑  .   [2017-05-05]. （原始内容存档于2016-03-22）.
15. ↑  .   [2019-01-11]. （原始内容存档于2017-07-30）.
16. ↑  .   [2019-01-11]. （原始内容存档于2018-11-09）.
17. ↑  .   [2019-01-11]. （原始内容存档于2019-05-02）.

## 外部連結
- 清澄白河 - 東京都交通局（日語）
- 清澄白河/Z11 | 路線・車站資訊 | 東京地下鐵（日語）